# Denise Nickerson
Denise Nickerson (New York, 1º aprile 1957 – Aurora, 10 luglio 2019) è stata un'attrice statunitense, famosa per aver interpretato il personaggio di Violet Beauregarde nel film Willy Wonka e la fabbrica di cioccolato (1971).

## Biografia
Denise Nickerson nasce nel 1957 a New York. Comincia la sua carriera come attrice bambina nel 1965 con un ruolo secondario nella serie televisiva Flipper e successivamente dal 1968 al 1970 nella soap opera Dark Shadows. Dopo il suo più famoso ruolo a soli 14 anni in Willy Wonka e la fabbrica di cioccolato, ha lavorato soprattutto in televisione. Si è definitivamente allontanata dalle scene nel 1978.

## Vita privata
Denise Nickerson è stata sposata con Rich Keller dal 1981 fino alla morte di lui, avvenuta nel 1983. Nel 1995 ha sposato Mark Willard, da cui ha divorziato nel 1998. Dalla seconda unione è nato un figlio.
È morta nel 2019 per le conseguenze di una polmonite a 62 anni. Già nel giugno 2018 era stata colpita da ictus, a seguito del quale stava seguendo un processo di riabilitazione.

## Filmografia

### Cinema
- Willy Wonka e la fabbrica di cioccolato (Willy Wonka & the Chocolate Factory), regia di Mel Stuart (1971)
- Smile, regia di Michael Ritchie (1975)
- Zero to Sixty, regia di Don Weis (1978)

### Televisione
- Flipper - serie TV, 1 episodio (1965)
- Dark Shadows - serie TV, 71 episodi (1968-1970)
- The Neon Ceiling - film TV (1971)
- Aspettando il domani (Search for Tomorrow) - serie TV, 2 episodi (1971-1972)
- Difesa a oltranza (Owen Marshall: Counselor at Law) - serie TV, 1 episodio (1972)
- The Electric Company - serie TV, 130 episodi (1972-1973)
- The Man Who Could Talk to Kids - film TV (1973)
- La famiglia Brady (The Brady Bunch) - serie TV, 1 episodio (1974)
- If I Love You, Am I Trapped Forever? - film TV (1974)
- The Dark Side of Innocence - film TV (1976)
- Bert D'Angelo Superstar (Bert D'Angelo/Superstar) - serie TV, 1 episodio (1976)
- Disneyland - serie TV, 1 episodio (1978)

## Doppiatrici italiane
Nelle versioni in italiano dei suoi lavori, Denise Nickerson è stata doppiata da:
- Rossella Acerbo in Willy Wonka e la fabbrica di cioccolato (ridoppiaggio 1984)